# GusGus
GusGus, manchmal auch Gus Gus geschrieben, ist ein in Reykjavík, Island gestartetes Musikprojekt, das wechselnde Zusammensetzungen und Stilbrüche kennzeichnen. Die momentanen Mitglieder der Band sind Daníel Ágúst Haraldsson und Birgir Þórarinsson. Die letzten drei Alben Forever, 24/7 und Arabian Horse lassen sich dem Techno zuordnen. Die Band selbst beschreibt ihren Musikstil als Techno/Soul.

## Bandgeschichte

### Frühzeit
GusGus formierte sich 1995, während der Dreharbeiten zu einem Kurzfilm namens Pleasure. Die beiden Isländer Sigurður Kjartansson und Stefán Árni Þorgeirsson rekrutierten unter anderem den DJ Herb Legowitz, die Schauspieler Daníel Ágúst Haraldsson, Hafdís Huld, Magnús Jónsson, Birna Hafstein und Kjartan Guðjónsson, den Kameramann Stephan Stephensen sowie den Produzenten Baldur Stefánsson. Als die Dreharbeiten zum Film wegen finanzieller Schwierigkeiten verschoben wurden, kamen Ágúst und Sigurður auf die Idee ein Album als Soundtrack aufzunehmen. Zusammen mit Birgir Þórarinsson und Magnús Guðmundsson, Mitgliedern der Band T-World, nahm die Gruppe innerhalb von 11 Tagen ihr gleichnamiges Debütalbum auf, das im Herbst 1995 in Island in einer auf 1000 Stück limitierten Auflage erschien. Das Erstlingswerk verband Elemente aus Jazz, Rock, Downtempo und Techno. Weitere an diesem Album beteiligte Personen waren die Sängerin Emilíana Torrini, Ragnheiður Axel und Heiðrún Anna, die das Kollektiv nach diesen Aufnahmen wieder verließen.
Der Bandname ist nach Auskunft von Daniel Àgust Haraldsson Rainer Werner Fassbinders Spielfilm Angst essen Seele auf entlehnt. Der Band gefiel, wie weich die Protagonistin den Namen des Gerichts Couscous aussprach und machte so GusGus zu ihrem eigenen Namen.
1996 unterschrieb die Band einen Plattenvertrag mit dem Label 4AD, ein Jahr später wurde das Album Polydistortion veröffentlicht, das gute Kritiken erhielt.

### Jahrtausendwende: Umbrüche in der Bandstruktur
Ihr im Jahre 1999 erschienenes zweites Album This is normal wurde nicht so erfolgreich wie erhofft: Die Ausgaben der Band überstiegen schon bald die Einnahmen, sodass 2000 die Tour zu This is normal beendet wurde.
Die Mitglieder Hafdís Huld, dann auch Daníel Ágúst Haraldsson, Magnús Jónsson, Baldur Stefánsson, Magnús Guðmundsson, Stefán Árni Þorgeirsson und Sigurður Kjartansson verließen die Band.
Im Jahre 2000 erschien eine Ambient-CD namens GusGus vs. T-World mit Tracks aus der Blütezeit von T-World 1993–1994.
Die Sängerin Urdur Hákonardottir aka Earth trat an die Stelle von Hafdís Huld. Magnús Guðmundsson aka Buckmaster de la Cruz stieß für die „Neugründung“ wieder zur Band. 2002 schickten sich GusGus an, mit ihren Singles David, Desire und Dance you down und dem dazugehörigen Album Attention auch wieder kommerziellen Erfolg zu erzielen. Von Kritikern wurde allerdings die Einengung ihres Stiles auf Techno/House bemängelt, die die ursprüngliche Bandbreite der Musikalität der Band vergessen lässt.
Es wurde das sechste Studioalbum Forever fertiggestellt, das durch das eigene Label Pineapple Records veröffentlicht wurde und am 23. Februar 2007 erschien. Inzwischen wurde das Projekt „Pineapple Records“ allerdings schon wieder begraben.
Im Dezember 2007 verließ die Sängerin Earth (Urdur Hákonardottir) die Band, um sich anderen Projekten zu widmen. Der ehemalige Lead-Sänger Daníel Ágúst Haraldsson, der auf den Alben Attention und Forever als Gastsänger mit dabei geblieben war, wurde wieder festes Bandmitglied.
Am 14. September 2009 erschien 24/7 auf dem Kölner Label Kompakt. Es ist am ehesten dem Genre Electronic zuzuordnen. Die Band beschreibt es als eine Mischung aus GusGus der Vergangenheit, dem Doepfer Modul-Synthesizer, Minimal-Techno, oldstyle Reggae Dub und Live Performance. 24/7 wurde live im tiefen Nordwesten Islands nahe der Ortschaft Flateyri in Önundarfjord im Studio Tankurinn eingespielt. Das Album umfasst sechs Titel bei einer Gesamtspieldauer von über 52 Minuten.

### 2010er Jahre
Das nächste GusGus-Album Arabian Horse erschien am 23. Mai 2011. Bereits einen Monat vorab konnten die Fluggäste der isländischen Linienfluggesellschaft Icelandair das Album an Bord anhören. Nach Angaben von Icelandair ist es das erste Mal, dass ein Musik-Album an Bord eines Flugzeugs vorgestellt wird und eine „fliegende Premiere“ erlebt.
2014 wurde das Album Mexico herausgebracht. Stephan „President Bongo“ Stephensen hat daran noch mitgearbeitet, verließ GusGus aber noch vor dem Erscheinen des Albums.  Am 23. Februar 2018 erschien das Studioalbum Lies are more flexible. Die erste Singleauskoppelung „Featherlight“ erschien am 19. Januar 2018. 2019 und 2020 folgten mit Remixes Are More Flexible, Pt. 1 und Remixes Are More Flexible, Pt. 2 zwei EPs mit Remixen, allerdings auch vorher instrumentalen Stücken von Lies Are More Flexible mit Gesang und unter neuem Titel.

### 2020er Jahre

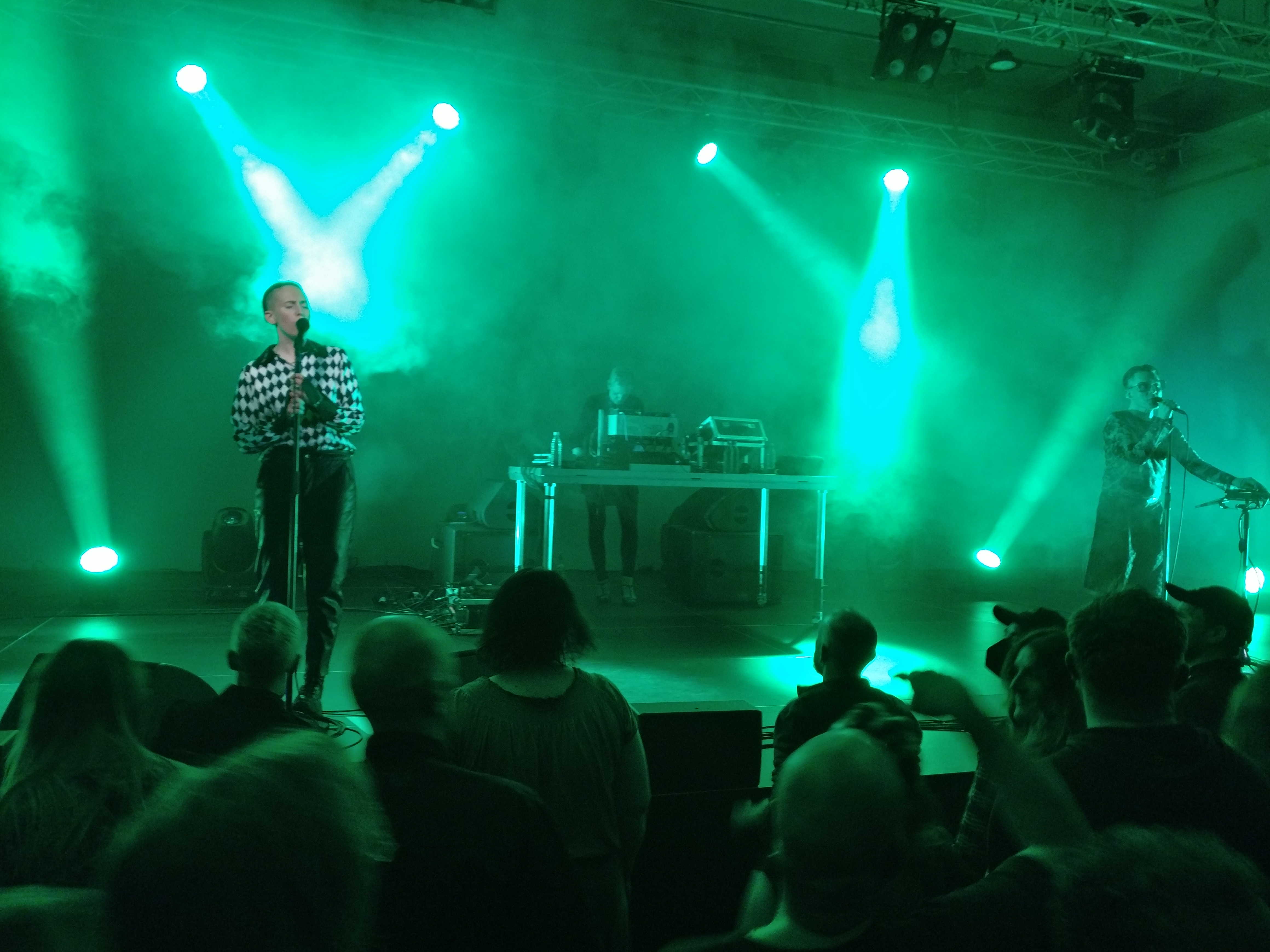
GusGus im April 2022 in Berlin: Links Margrét Rán, rechts Daníel Ágúst Haraldsson und hinten Birgir Þórarinsson.

Im November 2020 veröffentlichten GusGus "Higher", die erste Single ihres neuen Albums Mobile Home, das im Jahr 2021 erschien. Neue, zusätzliche Sängerin war Margrét Rán Magnúsdóttir der isländischen Band Vök. Die Dreierbesetzung Haraldsson, Þórarinsson und Ran behielten GusGus auch für das nächste, 2023 erschienene Album DanceOrama bei. Mit einer Ausnahme: „Breaking Down“ ist eine unveröffentlichte Ausnahme aus der Zeit von Arabian Horse und wird gesungen von Urður Hákonardóttir und Högni Egilsson. Dieses Stück wurde auch als Single veröffentlicht. Das animierte Video zeigt die aktuelle Besetzung von GusGus plus die beiden Sänger des Stücks, nicht aber President Bongo, der es mitgeschrieben und produziert hat.

## Diskografie

### Alben
- 1995: Gusgus
- 1997: Polydistortion
- 1999: This Is Normal
- 2000: Gus Gus vs. T-World
- 2002: Attention
- 2007: Forever
- 2009: 24/7
- 2011: Arabian Horse
- 2014: Mexico
- 2018: Lies Are More Flexible
- 2021: Mobile Home
- 2023: DanceOrama

### Kompilation
- 2010: 15 ára

### Live-Alben
- 2003: Mixed Live at Sirkus, Reykjavik

### Singles
- 1996: Polyesterday
- 1997: Believe
- 1997: Standard Stuff For Drama
- 1999: Ladyshave
- 1999: V.I.P.
- 2002: Dance You Down
- 2002: Desire
- 2003: David
- 2003: Call Of The Wild
- 2005: Lust / Porn
- 2005: Need In Me
- 2006: Mallflowers
- 2006: Forever Sampler
- 2007: Moss
- 2007: Hold You
- 2009: Add This Song
- 2009: Hateful
- 2010: Come Into My Life / Hateful (mit Jürgen Paape)
- 2014: Crossfade
- 2015: Sailor Kid
- 2018: Featherlight (EP)
- 2020:  Higher (mit Vök)

### Remixes
Neben ihren Eigenproduktionen sind GusGus auch als Remixer aktiv und produzierten bislang Remixes im Auftrag von u. a. Björk, Depeche Mode, Sigur Rós, Kraftwerk, Moonbootica und Tosca.